# 1487
Năm 1487 là một năm trong lịch Julius.

## Sự kiện
- 9 tháng 9 - Chu Hữu Đường trở thành vua Trung Hoa (Minh Hiếu Tông).

## Sinh
- 8 tháng 2 - Ulrich, Công tước của Württemberg (mất 1550)
- 10 tháng 4 - William I, Bá tước của Nassau-Dillenburg (mất 1559)
- 16 tháng 7 - Andrea del Sarto, họa sĩ người Ý (mất 1531)
- 17 tháng 7 - Ismail I,  Shah của Ba Tư (mất 1524)
- 10 tháng 9 - Giáo hoàng Julius III (mất 1555)
- Ngày chưa biết:
  - AMDA Seyon II, Hoàng đế Ethiopia (mất 1494)
  - Magdalena de la Cruz, nữ tu của Cordova (mất 1560)
  - Fray Tomás de Berlanga, Đức Giám mục của Panama (mất 1551)
  - Piotr Gamrat, tổng giám mục Công giáo Ba Lan (mất 1545)
  - Stanisław Kostka, người Ba Lan (mất 1555)
  - Pedro de Mendoza, người Tây Ban Nha (mất 1537)
  - Michael Stifel, toán học người Đức (mất 1567)
  - Giovanni da Udine, họa sĩ người Ý (mất 1564)
  - Peter Vischer Trẻ, nhà điêu khắc Đức (mất 1528)